# Philipp Sonntag (Schauspieler)

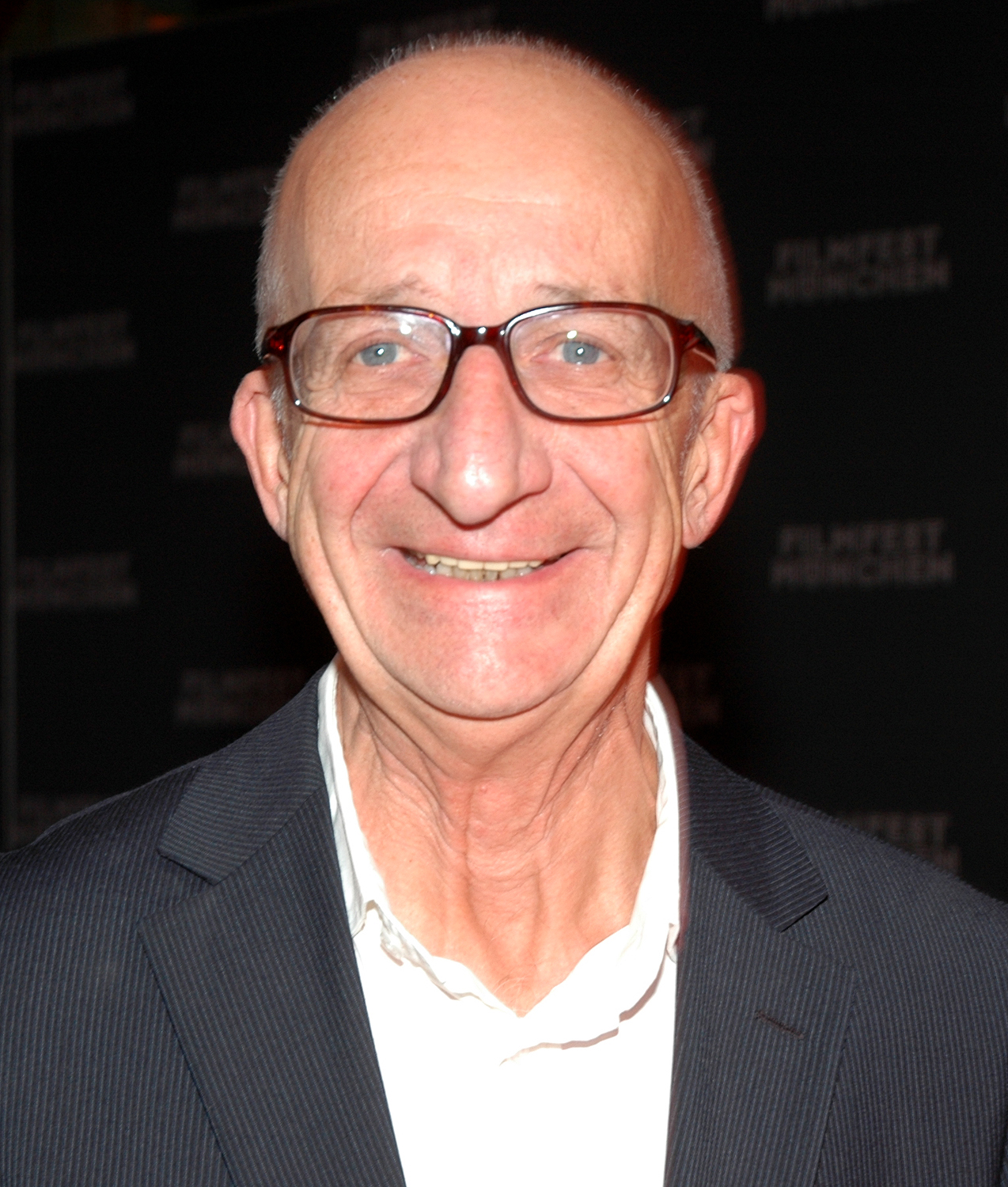
Philipp Sonntag (2014)

Philipp Sonntag, Geburtsname Eckart Aschauer (* 18. Dezember 1941 in Bad Warmbrunn) ist ein deutscher Schauspieler, Kabarettist, Drehbuchautor, Autor, Regisseur und bildender Künstler.

## Leben und Karriere
Philipp Sonntag studierte an der Akademie der Bildenden Künste München und absolvierte eine professionelle Schauspielausbildung. Die Liste seiner Theaterengagements reicht von Hamburg über Berlin und Köln bis nach Nürnberg und München.
Bundesweit bekannt wurde Sonntag mit der TV-Kinderreihe Das feuerrote Spielmobil. Als Schauspieler wirkte er bisher in über 110 Film- und Fernsehproduktionen mit. Philipp Sonntag wurde 2004 mit dem Deutschen Kleinkunstpreis ausgezeichnet. Von Juni 2007 (Folge 405) bis Oktober 2012 (Folge 1627) war er als Bürgermeister Alois Pachmayer in der ARD-Telenovela Sturm der Liebe zu sehen. Von September 2008 (Folge 1188) bis Januar 2017 (Folge 1613) spielte er den Adi Stadler in der Lindenstraße. Im Oktober 2019 war er für zwei Folgen erneut in dieser Rolle zu sehen. Er hatte Gastauftritte unter anderem in den Fernsehserien München 7, Café Meineid, SOKO München, Tatort, Polizeiruf 110, Der Komödienstadel, Hausmeister Krause, Dahoam is Dahoam, Neues aus der Anstalt und Doctor’s Diary.

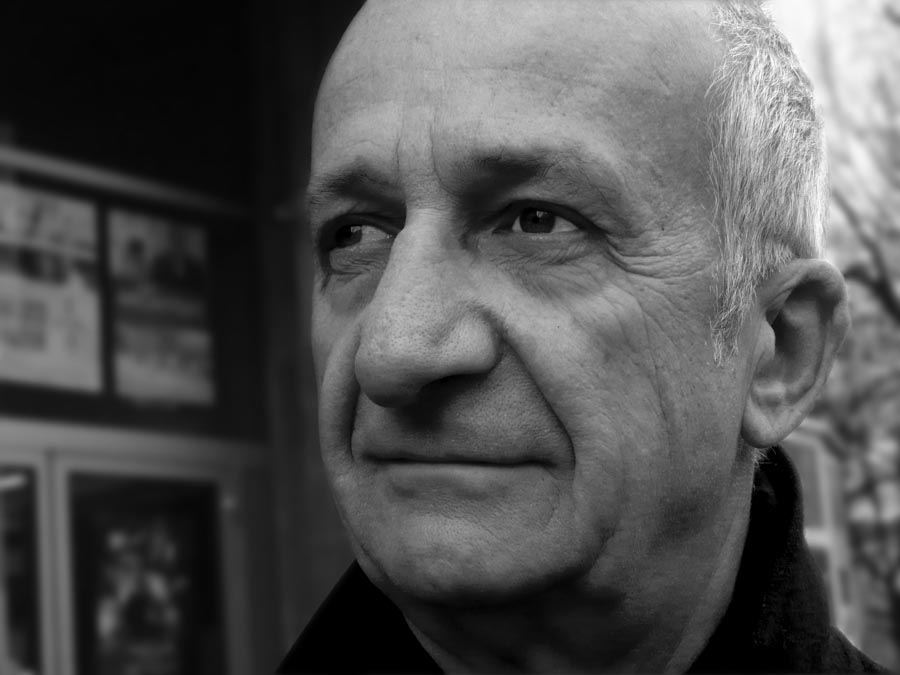
Philipp Sonntag (2011)

Im Jahr 2009 veröffentlichte Sonntag seinen ersten Roman Ketzermusical.
Parallel zu seiner darstellenden Kunst stellt Sonntag regelmäßig Malereien, Zeichnungen und Objekte aus.
Er lebt in Berlin.

## Filmografie (Auswahl)
- 1965: Mach’s Beste draus
- 1967: Wilder Reiter GmbH
- 1969: Die Ratten
- 1969: Kuckucksei im Gangsternest
- 1972: Hochzeitsnacht-Report
- 1972: Benjamin – Ein Meister fällt vom Himmel
- 1972: Lilli – die Braut der Kompanie
- 1979: Blauer Himmel, den ich nur ahne
- 1981: Die Momskys oder Nie wieder Sauerkraut (auch Regie)
- 1993: Ein Mann am Zug (Serie)
- 1993–2002: Café Meineid (Fernsehserie, 4 Folgen, verschiedene Rollen)
- 1995–1996: Die Viersteins  (Comedy-Reihe)
- 1996: Zwei Brüder (Fernsehserie, 2 Folgen)
- 1995–1999: Der Komödienstadel (Fernsehserie, 3 Folgen, verschiedene Rollen)
- 1998: Tatort: Gefallene Engel (Fernsehreihe)
- 2000: Für alle Fälle Stefanie (Fernsehserie, 1 Folge)
- 2000: Streit um drei (Fernsehserie, 1 Folge)
- 2001: Der Verleger
- 2001: Alphateam – Die Lebensretter im OP (Fernsehserie, 1 Folge)
- 2002: Das Amt (Fernsehserie, 1 Folge)
- 2002: Das Lachgespenst
- 2002: Polizeiruf 110: Um Kopf und Kragen (Fernsehreihe)
- 2002–2013: SOKO München (Fernsehserie, 3 Folgen, verschiedene Rollen)
- 2003: Alt und durchgeknallt (Comedy-Reihe)
- 2003: Großstadtrevier (Fernsehserie, 1 Folge)
- 2003: Bernds Hexe (Fernsehserie, 1 Folge)
- 2004: Das Zimmermädchen und der Millionär
- 2004: Tatort: Vorstadtballade
- 2004: Schlosshotel Orth (Fernsehserie, 1 Folge)
- 2004: Polizeiruf 110: Die Maß ist voll
- 2004: München 7 (Fernsehserie, 1 Folge)
- 2004: Bewegte Männer (Fernsehserie, 1 Folge)
- 2005: Eine Prinzessin zum Verlieben
- 2005: Marias letzte Reise
- 2005: Ein Kuckuckskind der Liebe
- 2005–2008: SOKO Wismar (Fernsehserie, 2 Folgen, verschiedene Rollen)
- 2005: Tatort: Tod auf der Walz
- 2005: Hausmeister Krause – Ordnung muss sein (Fernsehserie, 1 Folge)
- 2005: Tatort: Atemnot
- 2005–2020: In aller Freundschaft (Fernsehserie, 2 Folgen, verschiedene Rollen)
- 2006: Tatort: Das verlorene Kind
- 2006: Schuld und Rache
- 2006: Hunde haben kurze Beine
- 2007: Vorne ist verdammt weit weg
- 2007: Das große Hobeditzn
- 2007: Verbotene Liebe (Fernsehserie, 4 Folgen)
- 2007: Stadt, Land, Mord! (Fernsehserie, 1 Folge)
- 2007: Eine folgenschwere Affäre
- 2007: Wenn Liebe doch so einfach wär’
- 2007: Tatort: A gmahde Wiesn
- 2007: Alles außer Sex (Fernsehserie, 1 Folge)
- 2007: Tatort: Bevor es dunkel wird
- 2007–2012: Sturm der Liebe (Fernsehserie)
- 2008: Doctor’s Diary (Fernsehserie, 1 Folge)
- 2008–2017, 2019: Lindenstraße (Fernsehserie)
- 2008: Das Geheimnis des Königssees
- 2008: Wenn wir uns begegnen
- 2009: Dora Heldt: Urlaub mit Papa
- 2009–2012: Die Rosenheim-Cops (Fernsehserie, 2 Folgen, verschiedene Rollen)
- 2009: Nichts als Ärger mit den Männern
- 2010: Das Glück kommt unverhofft
- 2010: Dahoam is Dahoam (Fernsehserie, 6 Folgen)
- 2011: Neues aus der Anstalt (Fernsehserie, 1 Folge)
- 2012: Dora Heldt: Kein Wort zu Papa
- 2012: Schloss Einstein (Fernsehserie, 7 Folgen)
- 2012: Die Garmisch-Cops (Fernsehserie, 1 Folge)
- 2013: Weißblaue Geschichten (Fernsehserie, 1 Folge)
- 2014: Grand Budapest Hotel
- 2014: Meine Frau, ihr Traummann und ich
- 2014: Hubert ohne Staller (Fernsehserie, 1 Folge)
- 2015: Monaco 110 (Fernsehserie, 1 Folge)
- 2016: Sanft schläft der Tod
- 2016: Heldt (Fernsehserie, Folge: Jagd auf roter Pullover)
- 2017: Die Spezialisten – Im Namen der Opfer (Fernsehserie, 1 Folge)
- 2018: Kreuzfahrt ins Glück – Hochzeitsreise nach Norwegen
- seit 2018: Zimmer mit Stall (Fernsehserie)
- 2019: Aktenzeichen XY … ungelöst (Fernsehreihe, 1 Folge)
- 2019: Morden im Norden (Fernsehserie, Folge: Aus Liebe)
- 2021: Inga Lindström: Hochzeitsfieber
- 2021: Das Weiße Haus am Rhein
- 2022: Bettys Diagnose (Fernsehserie, 1 Folge)
- 2023: Tierärztin Dr. Mertens (Fernsehserie, Folge: Ankommen)
- 2024: Die Bergretter (Fernsehserie, 1 Folge)